# Palaeozana mida
Palaeozana mida är en fjärilsart som beskrevs av Dyar 1914. Palaeozana mida ingår i släktet Palaeozana och familjen björnspinnare. Inga underarter finns listade i Catalogue of Life.